# Txeréixnia
Txeréixnia - Черешня (rus) - és un poble del krai de Krasnodar, a Rússia. Es troba a la vora del riu Mzimta, a 26 km a l'est de Sotxi i a 194 km al sud-est de Krasnodar, la capital.
Pertany al municipi de Níjniaia Xílovka.